# Kuźmino (rejon kiczmiengsko-gorodiecki)
Kuźmino (ros. Кузьмино) – wieś w Rosji, w rejonie kiczmiengsko-gorodieckim obwodu wołogodzkiego. W 2010 r. liczyła 29 mieszkańców.